# Henri Bonnerot
Pour les articles homonymes, voir Bonnerot.
Henri Bonnerot est un homme politique français né le 31 mai 1838 à Neuilly (Yonne) et mort le 27 janvier 1886 à Paris.

## Biographie
Avoué à Joigny, maire de la ville et conseiller général, il est aussi président du conseil général. Il est député de l'Yonne de 1885 à 1886, inscrit à l'Union des gauches. Il est lieutenant-colonel dans la garde nationale mobile de l'Yonne.

## Distinctions
- Chevalier de la Légion d'honneur (décret du 31 mai 1872)[1]